# Метреска и Атирска епархия
Метреската и Атирска епархия (на гръцки: Ιερά Μητρόπολη Μετρών και Αθύρων) e титулярна епархия на Вселенската патриаршия. Диоцезът съществува до 1923 година със седалище в тракийския град Метрес (на турски Чаталджа). Титлата на епископа е Метрески и Атирски митрополит, ипертим и екзарх на Тракийския бряг (Ο Μετρών και Αθύρων, υπέρτιμος και έξαρχος Θράκης παραλίας).

## История
Метрес е разположен на 50 km западно от Константинопол. В IX век той става епископска катедра, подчинена на Ираклийската митрополия. Град Атира (на турски Бююкчекмедже) е разположен на Мраморно море, на 35 km западно от Константинопол. В XII век той също става епископия, подчинена на Ираклийската митрополия. Общата Метреска и Атирска епископия е спомената за пръв път в XVI век. През октомври 1909 година е повишена в митрополия. След обмена на население между Гърция и Турция в 1922 година, на територията на епархията не остава православно население.
Епархията граничи с Деркоската митрополия на север и изток, с Мраморно море на юг, с Чорленската и Ираклийската митрополия на запад.

## Епископи (до октомври 1909) и митрополити
| Име        | Име                                 | Управление                                | Забележка                                                             | Години                         |
| ---------- | ----------------------------------- | ----------------------------------------- | --------------------------------------------------------------------- | ------------------------------ |
| Методий    | Μεθόδιος                            | януари 1746 - 6 ноември 1760              | в ираклийски м.                                                       | 1714 - 1796                    |
| Софроний   | Σωφρόνιος                           | 21 септември – 1783 – 1816, подал оставка |                                                                       | ? – 1818                       |
| Мелетий    | Μελέτιος                            | 1816 - 4 юни 1822                         | подал оставка, по-късно ахайски е. на Църквата на Гърция              | ? – 1840                       |
| Гавриил    | Γαβριήλ                             | септември 1822 - юли 1832                 | в скопски митрополит                                                  | ? – ≥1844                      |
| Теоклит I  | Θεόκλητος                           | 1832 – февруари 1853                      | уволнен по заповед на османските власти                               | ? – 1865                       |
| Захарий    | Ζαχαρίας                            | февруари 1853 - 12 юни 1861               | от еритрейски т.е., в силиврийски м.                                  | ? – 1877                       |
| Теоклит I  | Θεόκλητος                           | 22 юни 1861 – октомври 1865 †             | по-рано метрески е.                                                   | ? – 1865                       |
| Антим II   | Άνθιμος                             | 7 октомври 1865 – 10 юни 1874 †           |                                                                       | ? – 1874                       |
| Доситей    | Δοσίθεος Λαμπαδάριος                | 15 юни 1874 - 17 ноември 1879             | от синадски т.е. (8 март 1872), 8 септември 1915 †                    | ? – 1915 (или 9 декември 1919) |
| Атанасий   | Αθανάσιος Νικολαϊδης                | 17 ноември 1879 - юни 1888                | от аргируполски т.е. (14 октомври 1867), в коски м.                   | ? – 1900                       |
| Неофит III | Νεόφυτος Καλογερίδης                | 18 август 1888 - март 1890                | по-рано йероситийски е., подал оставка                                | ? – 1898                       |
| Антим III  | Άνθιμος Αναστασιάδης                | 14 април 1890 - 18 март 1899              | от еритрейски е. (30 октомври 1886), в преспански м.                  | ? – 1922                       |
| Йоаким     | Ιωακείμ                             | 22 март 1899 - 22 септември 1909          | от поленински е., уволнен                                             | 1834 – 1934                    |
| Григорий   | Γρηγόριος Παπαδόπουλος/Παπαθανασίου | 22 септември 1909 – 26 април 1914         | уволнен, 1 декември 1936 †                                            | ? – 1936                       |
| Йоаким     | Ιωακείμ Αποστολίδης                 | 4 май 1914 - 27 март 1923                 | в сервийски м.                                                        | 1883 – 1962                    |
| Теоклит II | Θεόκλητος                           | 8 юни 1993 - 22 април 2004 †              | от севастийски т.е. (22 май 1977), амфиполски т. м. (5 февруари 1987) | 1939 – 2004                    |
| Димитрий   | Δημήτριος Γρόλλιος                  | 31 август 2020 - 22 октомври 2023 †       | от термски е.                                                         | 1939 - 2023                    |